# 萊圖努普火山
萊圖努普火山（俄语：Иэттунуп）是一座俄羅斯的火山，位於堪察加半島北部，屬於中部山脈的一部分，面積約35平方公里，海拔高度1,340米，山體在全新世形成。